# جارستان
جارستان یک روستا در ایران است که در دهستان کرند (بشرویه) واقع شده‌است. جارستان ۲۳ نفر جمعیت دارد.